# Maciachini
Maciachini – stacja metra w Mediolanie, na linii M3. Znajduje się na Piazzale Carlo Maciachini, w Mediolanie i zlokalizowana jest pomiędzy stacjami Dergano i Zara. Została otwarta 8 grudnia 2003.